# Derek Agutter Reid
Derek Agutter Reid (ur. 2 września 1927 r., zm. 18 stycznia 2006) – angielski mykolog.
Urodził się w Leighton Buzzard w hrabstwie Bedfordshire. Uczył się w Cedars School, potem ukończył studia na Uniwersytecie w Hull (botanika i geologia). Na Uniwersytecie Londyńskim w 1964 r. uzyskał doktorat. W 1951 r. został asystentem dr R.W.G. Dennis, kierownika mykologii w Kew Gardens. Gdy Dennis odszedł na emeryturę, Reid objął po nim stanowisko i pozostał w KEW aż do przejścia na emeryturę w 1987 r.

## Praca naukowa
Derek Reid był nie tylko naukowcem, ale także zapalonym grzybiarzem. Przez 40 lat robił regularne wypady na grzyby w swoim rodzinnym Bedfordshire. Zajmował się oznaczaniem gatunków grzybów w Field Studies Centers i prowadził wieczorowe zajęcia na Uniwersytecie w Londynie. W 1980 roku opublikował popularny przewodnik terenowy o brytyjskich grzybach. Szukał grzybów także w Europie kontynentalnej, Stanach Zjednoczonych, Indiach Zachodnich, Australii i Afryce Południowej. Jego szczególne zainteresowanie południowoafrykańskimi grzybami zaowocowało kilkoma wspólnymi pracami z innym mykologiem prof. Albertem Eickerem z Uniwersytetu w Pretorii. Na uniwersytecie tym po przejściu na emeryturę, Reid przez jakiś czas był jako profesor wizytujący.
D. Reid zajmował się głównie taksonomią grzybów, zwłaszcza (choć nie wyłącznie) podstawczaków (Basidiomycota). Opublikował ponad 200 artykułów o grzybach i opisał wiele ich nowych gatunków. Przy ich nazwach naukowych dodawany jest skrót jego nazwiska A.D. Reid. Jeszcze za jego życia jego nazwiskiem nazwano 8 taksonów grzybów, m.in. Volvariella reidii, Peniophora reidii i Hygrocybe reidii.